# Mammaria echinobotryoides
Mammaria echinobotryoides är en svampart som beskrevs av Ces. 1854. Mammaria echinobotryoides ingår i släktet Mammaria och familjen Lasiosphaeriaceae.   Inga underarter finns listade i Catalogue of Life.